# Craig Cathcart
Craig George Cathcart, född 6 februari 1989, är en nordirländsk före detta fotbollsspelare (mittback). Han representerade Nordirlands landslag under sin karriär.

## Karriär
Cathcart är en produkt av Manchester Uniteds ungdomsakademi. Han blev utlånad från United till belgiska Royal Antwerp samt engelska Plymouth Argyle och Watford. 2010 gick han till Blackpool. I juli 2014 återvände Cathcart till Watford.
Den 5 september 2023 värvades Cathcart av belgiska Kortrijk, där han skrev på ett ettårskontrakt med option på ytterligare ett år. Sexton dagar senare lämnade han dock klubben och meddelade att han avslutade sin fotbollskarriär.